# Urtica chamaedryoides
Urtica chamaedryoides är en nässelväxtart som beskrevs av Frederick Traugott Pursh. Urtica chamaedryoides ingår i släktet nässlor, och familjen nässelväxter.

## Underarter
Arten delas in i följande underarter:
- U. c. chamaedryoides
- U. c. microsperma